# Hovevei Zion
Il nome Hovevei Zion (in ebraico חובבי ציון‎?), o anche Hibbat Zion (in ebraico חיבת ציון‎?, lett. Amanti di Sion), si riferisce a organizzazioni create da precursori e fondatori del moderno movimento sionista.
Alcuni dei primi gruppi sionisti furono creati in Paesi dell'Europa orientale all'inizio del 1880, con lo scopo di promuovere l'immigrazione ebraica nella Palestina, a quell'epoca parte dell'Impero ottomano e crearvi degli insediamenti ebraici, soprattutto agricoli. La maggior parte di questi movimenti rimase estranea alla politica.
Nel 1882 un gruppo di entusiasti Hovevei Zion fondarono Rishon LeZion, il primo insediamento ebraico in Terra di Israele. Essi furono in seguito raggiunti dai pionieri del Bilu, che consolidarono l'insediamento e lo allargarono. Per molti anni i libri di testo hanno attribuito al Bilu la fondazione di Rishon, ma negli ultimi decenni - dopo una campagna dei veterani di Rishon e dei loro discendenti - la fondazione della città è stata attribuita al movimento Hovevei Zion.
Nel 1884 trentasei delegati si incontrarono a Kattowitz, Germania (oggi Katowice, Polonia). Rabbi Samuel Mohilever fu eletto presidente e Leon Pinsker chairman dell'organizzazione che essi chiamarono Hovevei Zion. Il gruppo cercò di assicurarsi l'aiuto economico del barone Edmond James de Rothschild e di altri filantropi per sostenere gli insediamenti ebraici ed organizzare corsi scolastici.
Nell'Impero russo, ci furono ondate di pogrom antisemitici negli anni 1881–1884 (alcuni a quanto pare promossi dallo stato), e nel 1882 le leggi di maggio introdotte dallo zar Alessandro III di Russia, che colpirono duramente le comunità ebraiche. Nacquero numerosi gruppi informali, diversi per opinioni politiche e affiliazione religiosa, grandezza ed attività. Il gruppo di Varsavia fu fondato da L. L. Zamenhof, che stava lavorando alla prima grammatica di yiddish mai scritta, pubblicata con lo pseudonimo "Dr. X" solo nel 1909, in Lebn un visnshaft, nell'articolo "Vegn a yidisher gramatik un reform in der yidisher shprakh".
Al fine di ottenere un riconoscimento legale da parte delle autorità, il ramo russo di Hovevei Zion dovette essere registrato come associazione di beneficenza. All'inizio del 1890 la sua fondazione fu approvata dal governo russo come "Società per il sostegno dei contadini e artigiani ebrei in Siria e in Terra di Israele", che in seguito diventò famosa come il Comitato di Odessa. La società aveva lo scopo di curare gli aspetti pratici della creazione di insediamenti agricoli ed i suoi progetti nel 1890 – 1891 includevano il sostegno alla fondazione di Rehovot ed Hadera e la rifondazione di Mishmar HaYarden.
Nel 1897, prima del primo congresso sionista a Basilea, il Comitato di Odessa contava più di 4.000 membri. Quando il Congresso creò l'Organizzazione sionista mondiale, la maggior parte delle società Hovevei Zion vi aderirono.